# Петрики (Чернігівський район)
Пе́трики —  село в Україні, у Любецькій селищній громаді Чернігівського району Чернігівської області. Населення становить 160 осіб. До 2020 орган місцевого самоврядування — Великозліївська сільська рада.

## Історія
12 червня 2020 року, відповідно до розпорядження Кабінету Міністрів України № 730-р «Про визначення адміністративних центрів та затвердження територій територіальних громад Чернігівської області», увійшло до складу Любецької селищної громади.
19 липня 2020 року, в результаті адміністративно - територіальної реформи та ліквідації Ріпкинського району, село увійшло до складу Чернігівського району Чернігівської області.